# Zosterop de Negros
El zosterop de Negros (Zosterornis nigrorum) és un ocell de la família dels zosteròpids (Zosteropidae).

## Hàbitat i distribució
Habita els boscos de les muntanyes de l'illa de Negros, a les Filipines meridionals.